# Květen 2020

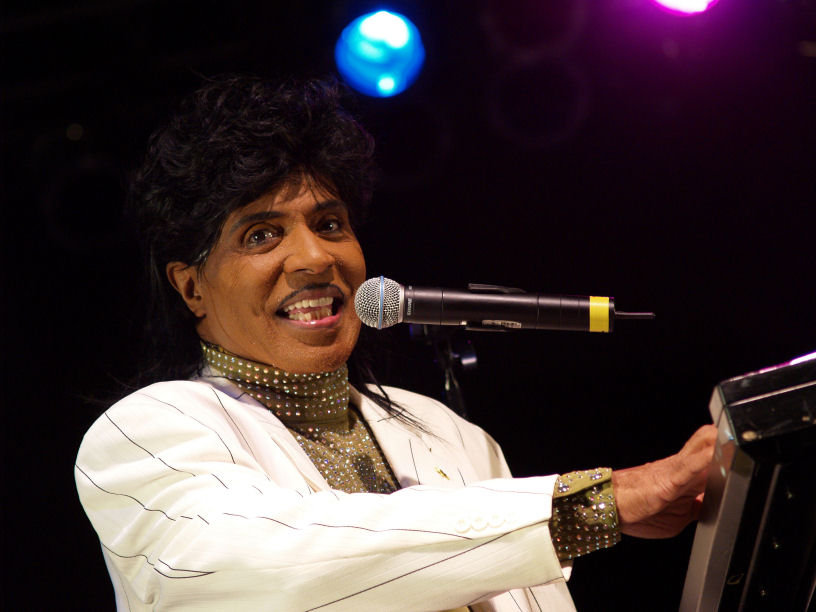
Little Richard

Toto je archivovaný článek z portálu Aktuality.
1. května – pátek
 Po masakru v provincii Nové Skotsko byl v Kanadě zakázán prodej a používání útočných zbraní.

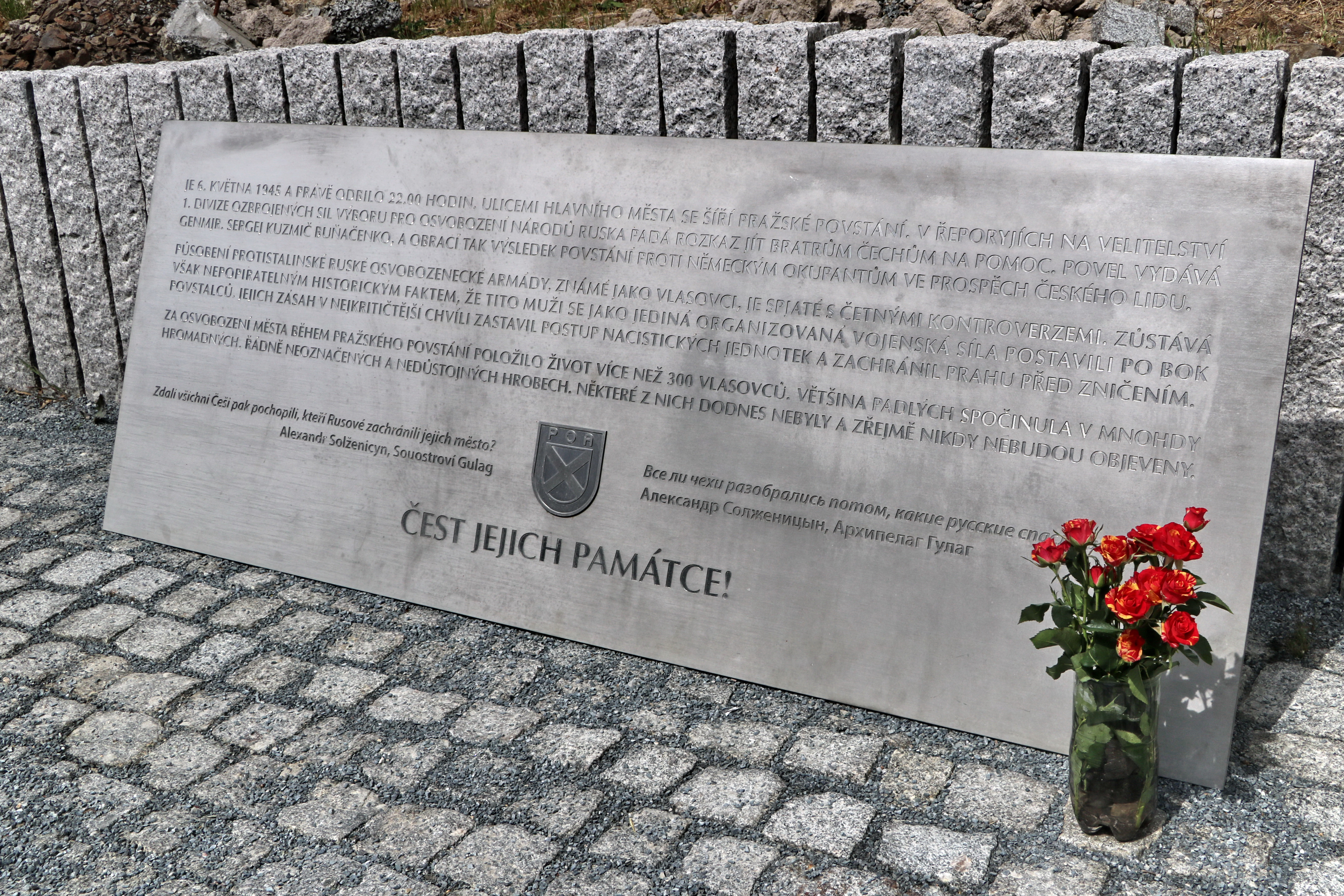
Pamětní deska památníku ROA

 V Uzbekistánu došlo k protržení přehrady na řece Syrdarja. Kvůli události bylo v zemi evakuováno 70 tisíc lidí a 5 tisíc v sousedním Kazachstánu. 
 Ve věku 92 zemřel Miroslav Veverka, bývalý soudce Nejvyššího soudu České republiky.
 V pražských Řeporyjích byl za účasti starosty Pavla Novotného odhalen památník (na obrázku) příslušníkům Ruské osvobozenecké armády.
3. května – neděle
 V 18ː15 začala vysílat televizní stanice CNN Prima News, česká verze americké zpravodajské skupiny a stanice CNN. 
4. května – pondělí

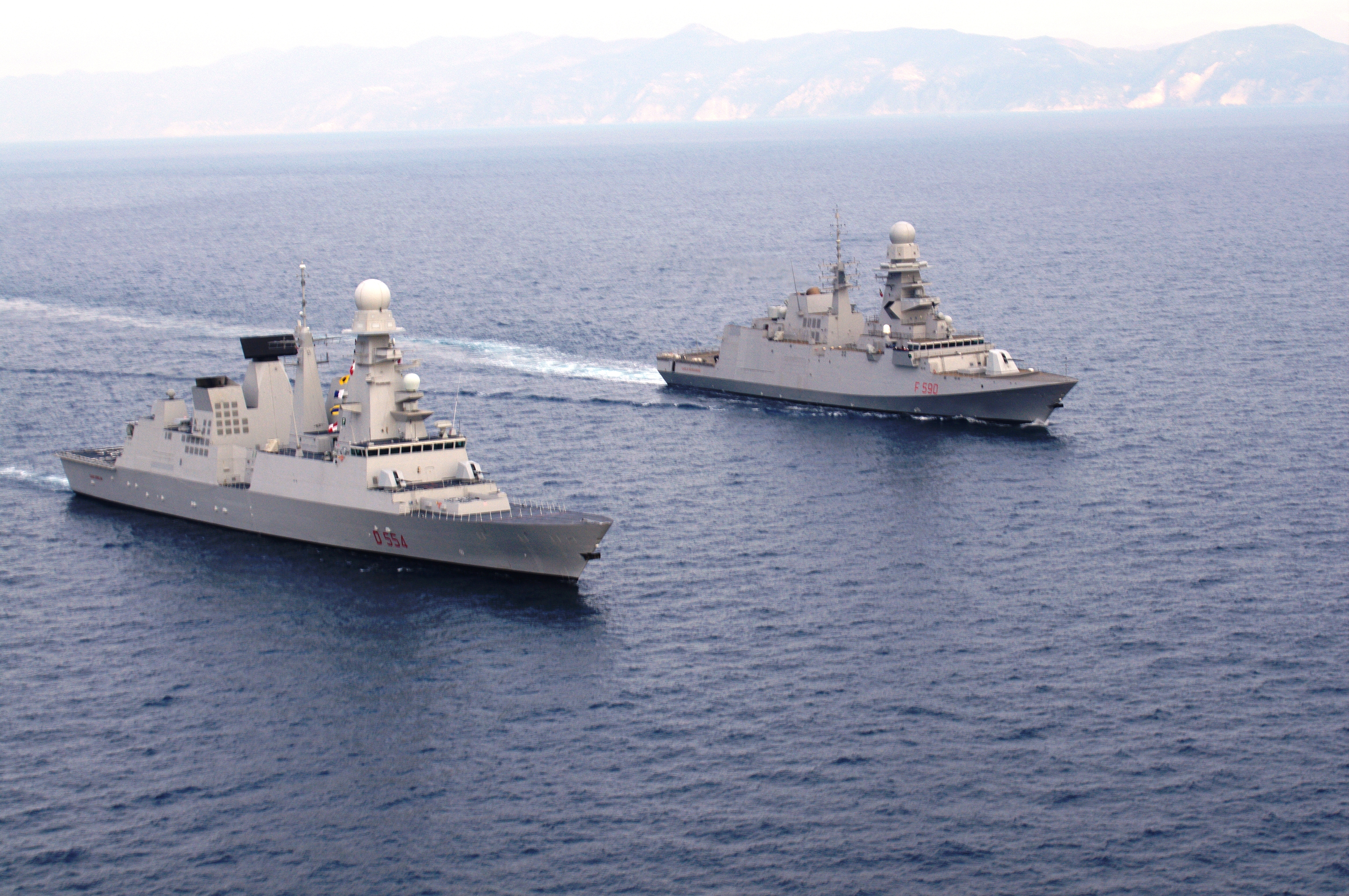
fregata FREMM

 Americké námořnictvo přidělilo italské loděnici Fincantieri zakázku na výrobu nové třídy víceúčelových fregat FREMM (na obrázku).
5. května – úterý
 Polský Senát odmítl novelu zákona zavádějící výlučně korespondenční hlasování v nadcházejících prezidentských volbách.
6. května – středa
 Ve věku 90 zemřel rozhlasový režisér Karel Weinlich.
9. května – sobota
 Ve věku 87 let zemřel americký zpěvák a hudebník Little Richard (na obrázku) považovaný za zakladatele rock'n'rollu.
11. května – pondělí
 Zbytky čínské rakety Dlouhý pochod 5B, která neřízeně zanikla v atmosféře jako největší objekt za posledních 30 let, dopadly na území Pobřeží slonoviny.
 Ve věku 89 let zemřel cestovatel, etnograf a spisovatel Miloslav Stingl.
 Nejméně 19 íránských námořníků bylo zabito palbou do vlastních řad z fregaty Džamárán.
 Ruské velvyslanectví v Praze požádalo české Ministerstvo zahraničních věcí o ochranu svého diplomata.
12. května – úterý

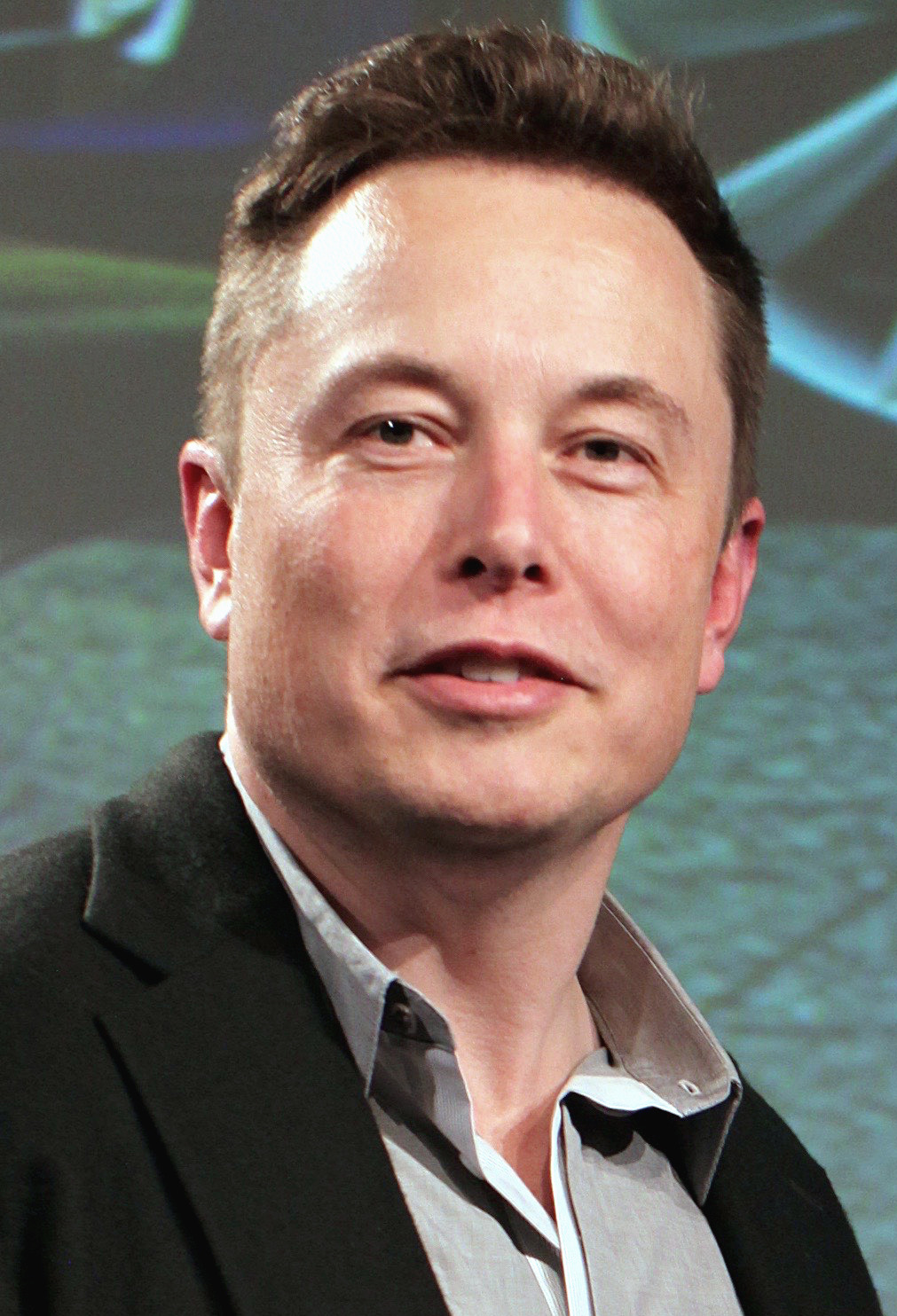
Elon Musk

 Generální ředitel automobilky Tesla Elon Musk (na obrázku) oznámil, že jeho firma od pondělí obnovila výrobu v kalifornském okrese Alameda i přes úřední nařízení v souvislosti s epidemií covidu-19.
14. května – čtvrtek
 Nejméně 24 lidí bylo zabito při útoku neznámých ozbrojenců na porodnici Dašt-e Barči v afghánském hlavním městě Kábulu.
15. května – pátek
 V Jemenském městě Aden byly kromě nákazy SARS-CoV-2 hlášeny i případy cholery, místní nemocnice byly uzavřeny, zdravotníci uprchli nebo odmítli ošetřovat kvůli chybějícím ochranným pomůckám i lékům.
18. května – pondělí
 Na severovýchodě Číny v provinciích Ťi-lin a Liao-ning se zhruba 108 milionů lidí znovu ocitlo v izolaci v důsledku nového šíření pandemie covidu-19.
19. května – úterý
 Maďarský parlament schválil novelu zákona, která znemožňuje úřední registraci změny pohlaví.
20. května – středa

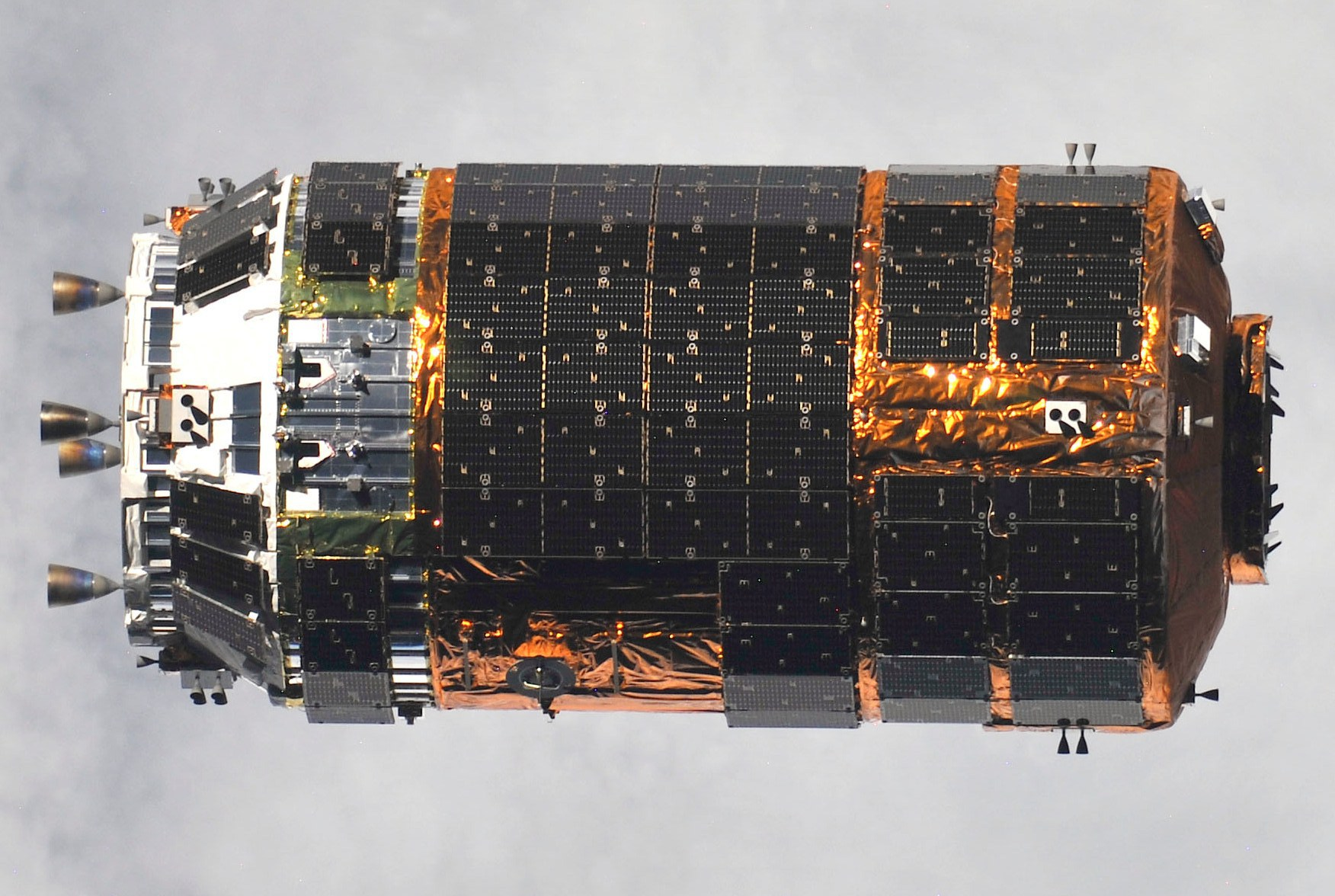
kosmická dopravní loď HTV-9

 Předsedou Nejvyššího soudu ČR byl jmenován Petr Angyalossy.
21. května – čtvrtek
 USA oznámily, že možná vypoví dohodu o otevřeném nebi uzavřenou mezi členy Varšavské smlouvy a NATO v roce 1992.
 Mimořádně silný cyklon Amphan ve východní Indii a Bangladéši způsobil výrazné hospodářské škody a připravil o život nejméně 84 lidí, 3 miliony obyvatel byly evakuovány.
 Z kosmodromu Tanegašima odstartovala nákladní loď HTV-9 (na obrázku) japonské kosmické agentury JAXA s nákladem zásob pro Mezinárodní vesmírnou stanici (ISS).
22. května – pátek

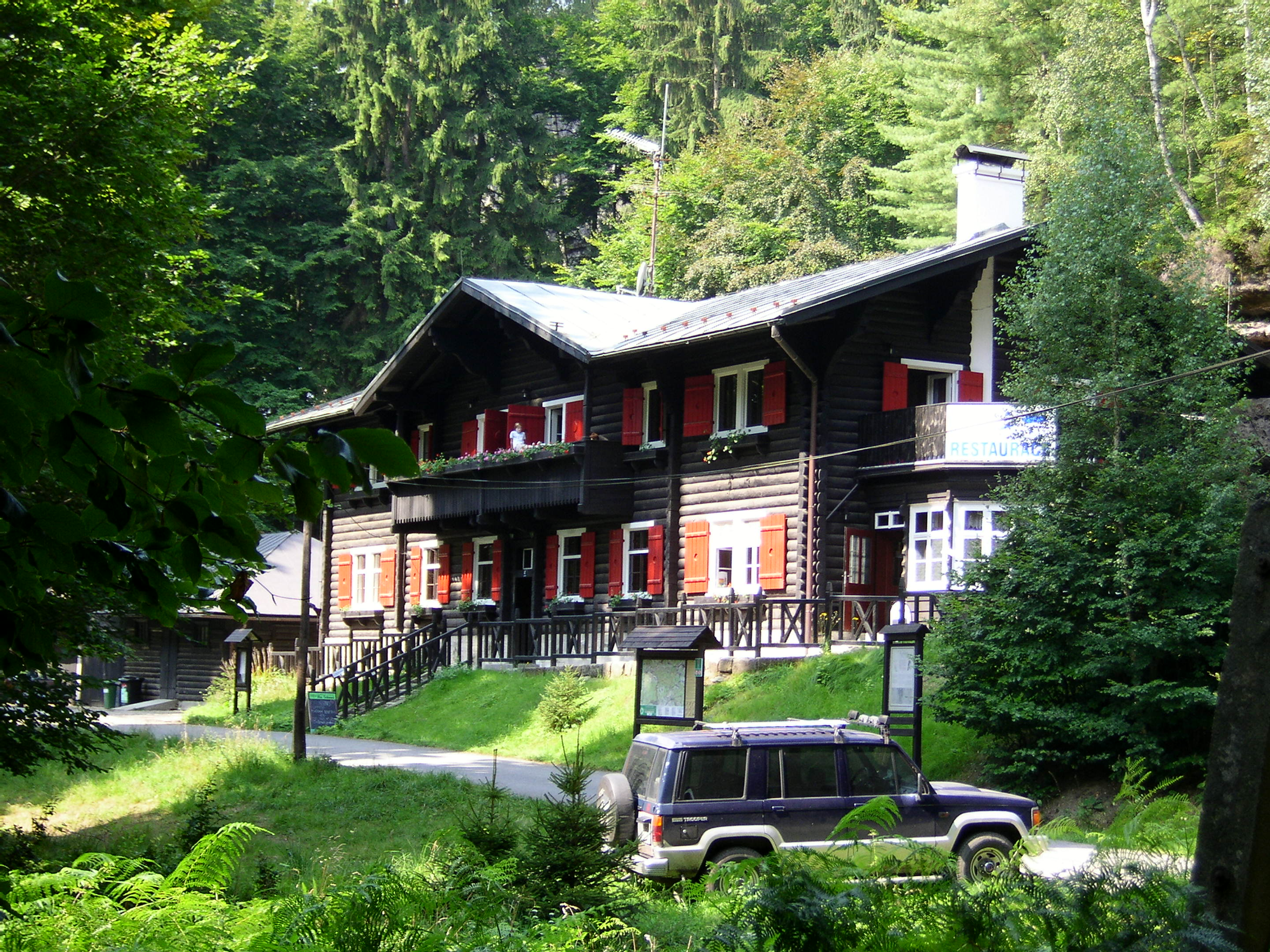
chata Na Tokáni

 V Národním parku České Švýcarsko shořely chaty Na Tokáni (na obrázku).
 Airbus A320 Pákistánských aerolinií letící z Láhauru do Karáčí se zřítil do obydlené čtvrti nedaleko mezinárodního letiště Džinnáh.
 Při masové střelbě v Žytomyrské oblasti Ukrajiny zemřelo sedm lidí.
24. května – neděle

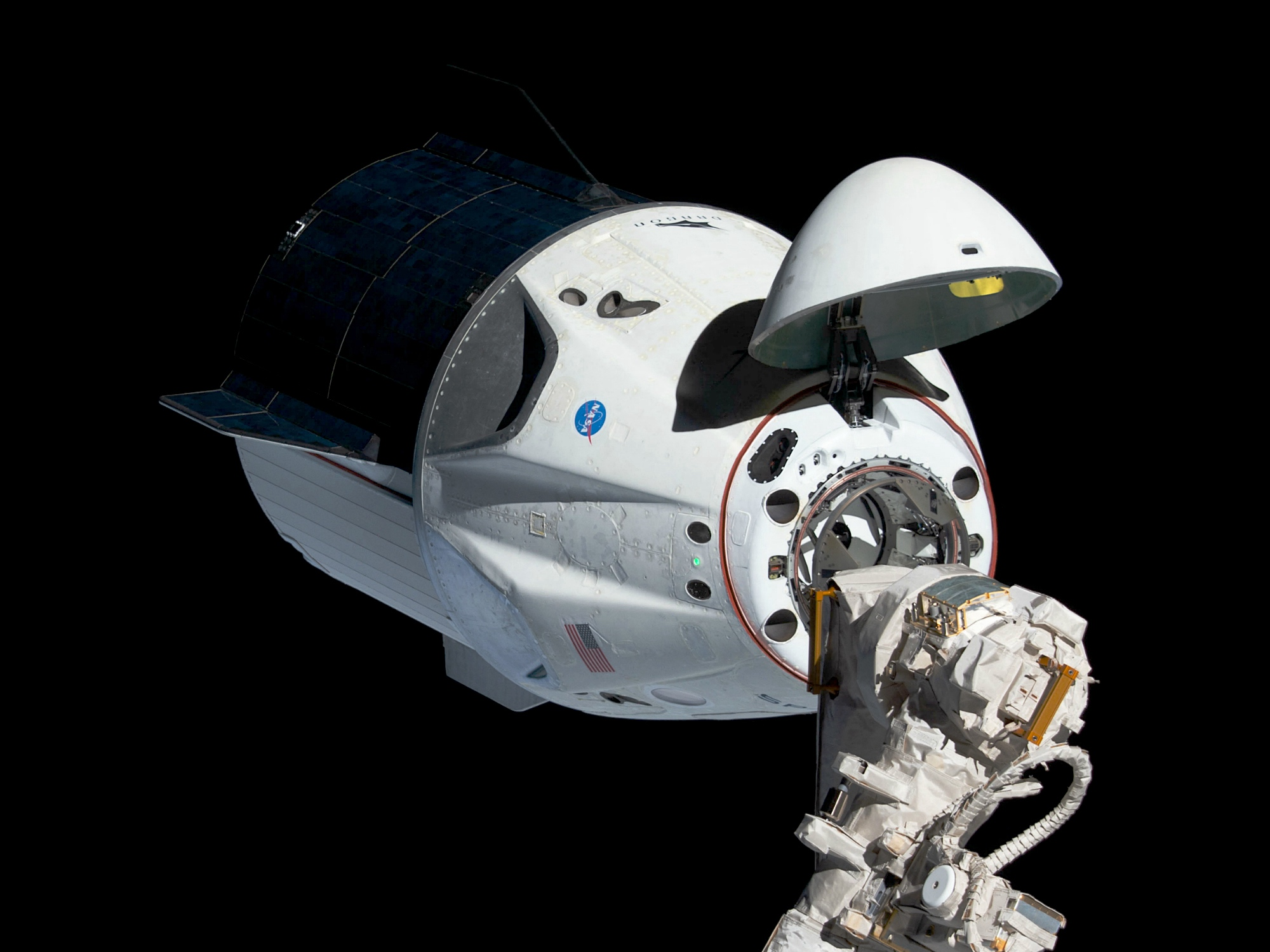
Crew Dragon

 Ve věku 79 let zemřela spisovatelka a mluvčí Charty 77 Zdena Tominová.
26. května – úterý
 Kostarika jako první středoamerická země uzákonila stejnopohlavní manželství.
 Největší jihoamerická letecká společnost LATAM Airlines Group zkrachovala.
27. května – středa

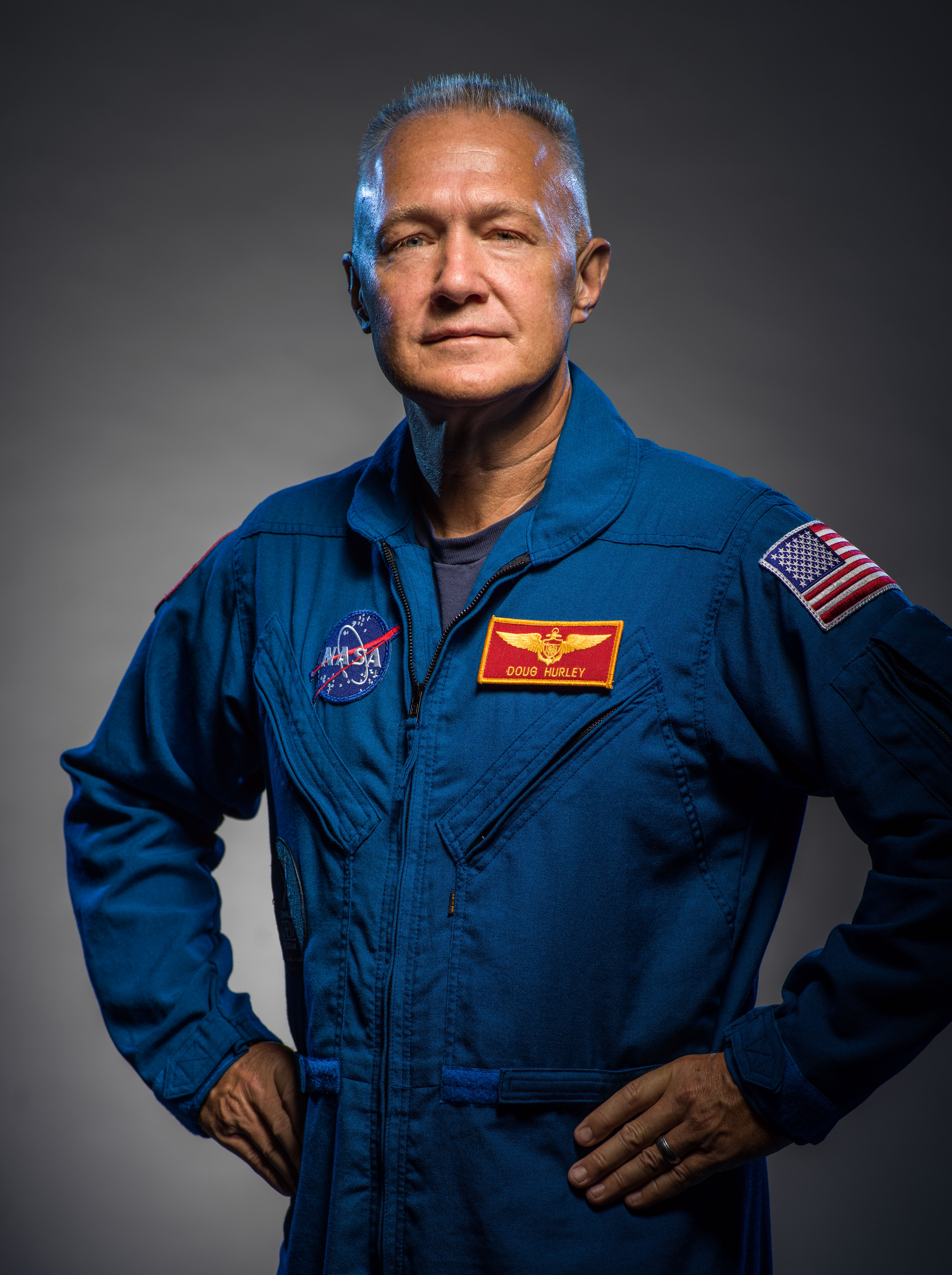
Douglas Hurley

 Americké ministerstvo obrany obvinilo Rusko, že v Libyi rozmístilo svá bojová letadla na podporu ruských žoldnéřů ve službách vzbouřenecké Libyjské národní armády Chalífy Haftara.
 Poslanecká sněmovna zvolila do Rady České televize ekonomku Hanu Lipovskou, novináře Pavla Matochu a moderátora Luboše Xavera Veselého.
29. května – pátek

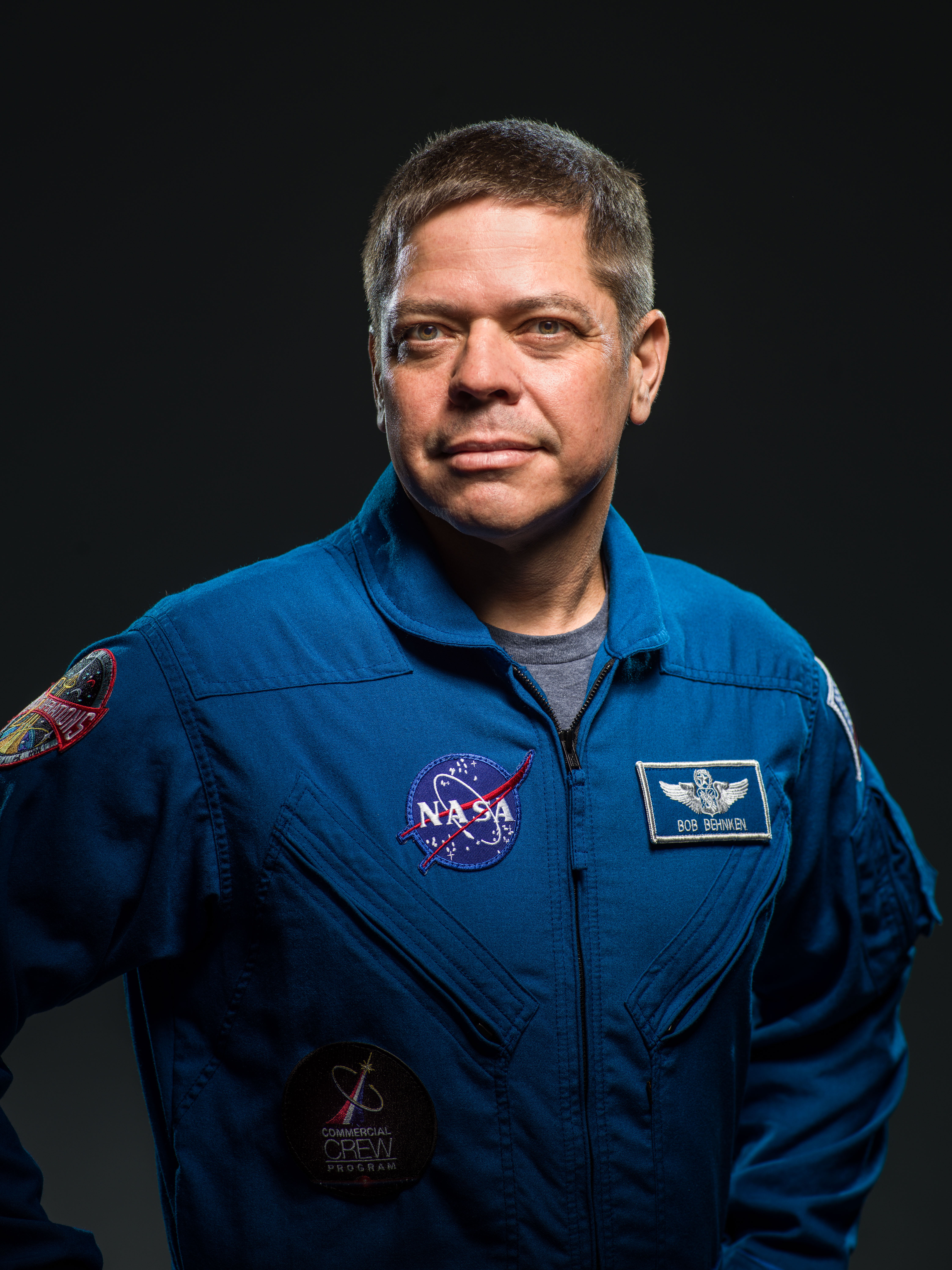
Robert Behnken

 Epicentrum pandemie covidu-19 se přesunulo do států Latinské Ameriky. Brazílie zaznamenala za poslední dny nejvyšší přírůstky nakažených i obětí a výrazný postup epidemie hlásily i Mexiko, Peru a Chile.
30. května – sobota
 Protesty spojené s pondělním zabitím zatýkaného Afroameričana George Floyda policií ve městě Minneapolis v Minnesotě se rozšířily do dalších velkých měst USA. V Detroitu byl zabit jeden z protestujících neznámým střelcem z auta.
 Z Floridy odstartovala raketa Falcon 9 s vesmírnou lodí Crew Dragon (na obrázku) a dvěma astronauty.
31. května – neděle
 Ve věku 84 let zemřel bulharsko-americký umělec Christo, který se proslavil zahalováním staveb či barevnými pontony.
 Vesmírná loď Crew Dragon společnosti SpaceX úspěšně dopravila na ISS astronauty Roberta Behnkena (na obrázku) a Douglase Hurleyho (na obrázku).